# Afmytologisering
Afmytologisering er et begreb skabt af Rudolf Bultmann, som i 1941 formulerede et program for, hvordan det nytestamentlige budskab skulle kunne frigøres fra en historisk betinget mytologisk forestillingsverden og udtrykkes på en måde, som tog det moderne verdensbillede og det moderne menneskes eksistensforståelse alvorligt. Med udtrykket "afmytologisering" (ty. "Entmytologisierung") mente Bultmann ikke, at myterne skal fjernes fra forkyndelsen. Men de skal fortolkes. Mere præcist skal der ske en fortolkning, der ser myterne som udsagn om de menneskelige grundvilkår (eksistentialerne). Denne fortolkning kaldte han den eksistentiale interpretation. Bultmanns afmytologiseringsprogram førte til en voldsom strid over flere årtier, den såkaldte afmytologiseringsdebat.
Bultmann havde allerede fra 1930'erne haft kontakt med det danske talerør for den dialektiske teologi, Tidehverv, blandt andet på bevægelsens sommermøder. Det var dog ikke alle, der var tilhængere af afmytologiseringsprogrammet. Børge Diderichsen og Tage Wilhjelm var tilhængere, mens blandt andre Gustav Brøndsted, Kaj Thaning og Johannes Horstmann var modstandere.